# Vera & John
Vera & John é um casino online com sede em Malta que originalmente atendia o mercado Escandinavo, mas recentemente expandiu sua operação para a América Latina, especialmente no Brasil. A marca é controlada pela empresa Dumarca Gaming Ltd que por sua vez é parte da Dumarca Holding PLC, que foi adquirida em 2015 pela empresa de capital aberto canadense Intertain Group Ltd, uma empresa listada na bolsa de valores Toronto Stock Exchange. Vera & John opera sob a licença do governo de Malta MGA / CL1 / 552 / of 2009.
Os criadores da marca Jörgen Nordlund e Dan Andersson, tornaram-se conhecidos no mercado internacional quando lançaram a marca Maria Bingo que venderam para a empresa Unibet em 2007 por cerca de R$250 milhões.

## Programa de afiliados da Vera&John
A Vera&John oferece um programa de afiliados online onde webmasters e pessoas de marketing recebem comissões sobre os gastos de jogadores que se referem ao site. O programa de afiliados está disponível para todos os países onde a empresa atua, mas seus afiliados deve obedecer as regras claramente estabelecidas em seus termos e condições.

## Breve História
- 2010 - Verajohn.com é lançado em Malta para atender principalmente a Escandinávia com jogos da Betsoft, Microgaming e NYX.
- 2011 - A empresa passa oferecer jogos da produtora Net Entertainment.
- 2014 - Aumentam sua oferta de jogos com a integração com Yggdrasil Gaming.[2][3]
- 2014 - Vera & John anuncia ser a primeira empresa de casino online a aceitar Bitcoins.[4]
- 2015 - Vera & John é vendida por cerca de R$280 milhões para a Intertain Group Ltd.[5]